# È

È, 소문자로 è는 억음 부호가 올려진 로마자 E이다.

## 언어별 쓰임새
- 영어: 영어에서는 è가 운문에서 과거형 동사가 나온 경우 마지막 음절을 앞의 것과 분리해서 발음해야 할 때, 이를 표기하기 위해 쓰이는 경우가 있다. 예를 들어서 시에서 'blessèd'라는 단어가 나왔다면 그 단어의 발음은 'BLEST' (블레시드)가 아닌 'BLES +id' (블레스-이드)로 해야 한다.  외래어의 철자를 적을 때 쓰기도 하며 이탈리아어에서 유래한 'caffè'가 그 예다.
- 에밀리아로마냐어: 에밀리아 방언에서 è의 발음은 [ɛː]이다 (예: 'lèt' →침대, [lɛːt]). 로마냐 방언에서는 발음이 [ɛ]이다 (예, e.g. 'vècc →남자 어르신, [vɛtʃː]).
- 프랑스어: 글자 'e'가 /ɛ/ 발음이 날 때 음절의 끝이면 기호를 붙인다.
- 이탈리아어: 영어의 'is'와 동일한 역할을 하는 글자로, [ɛ]로 발음한다. 예를 들어서 "il cane è piccolo"란 문장은 '개가 작다'라는 뜻이다. 라틴어의 'ĕst'에서 유래된 동사이며, 접속사 'e' (그리고)와 구별하기 위해 기호를 붙이기도 한다. 또 단어 끝에서 나는 강세발음 [ɛ]를 표시하기도 하는데 'caffè'가 그 예다.
- 중국어: 병음에서는 e (/ɤ/) 발음의 하강조(下降調)를 표기할 때 쓰는 글자이다. 후베이성의 약자인 鄂 [è]가 바로 이 발음이다.
- 베트남어: 'E' 발음의 하강조 (제2성)을 표기할 때 쓰는 글자이다. 글자 'Ê'와 결합하여 글자 'Ế'를 이루기도 한다.

이밖에도 마케도니아어를 로마자로 표기할 때, 키릴문자 Е에 억음 부호가 덧붙여진 글자인 'Ѐ'와 'ѐ'의 대응 로마자이기도 하다.

## 입력 코드
| 미리 보기               | È                                 | È                                 | è                               | è                               |
| ----------------------- | --------------------------------- | --------------------------------- | ------------------------------- | ------------------------------- |
| 유니코드 이름           | LATIN CAPITAL LETTER E WITH GRAVE | LATIN CAPITAL LETTER E WITH GRAVE | LATIN SMALL LETTER E WITH GRAVE | LATIN SMALL LETTER E WITH GRAVE |
| 인코딩                  | 10진                              | 16진                              | 10진                            | 16진                            |
| 유니코드                | 200                               | U+00C8                            | 232                             | U+00E8                          |
| UTF-8                   | 195 136                           | C3 88                             | 195 168                         | C3 A8                           |
| 수치 문자 참조          | &#200;                            | &#xC8;                            | &#232;                          | &#xE8;                          |
| 명명 문자 참조          | &Egrave;                          | &Egrave;                          | &egrave;                        | &egrave;                        |
| EBCDIC family           | 116                               | 74                                | 84                              | 54                              |
| ISO 8859-1/3/9/14/15/16 | 200                               | C8                                | 232                             | E8                              |

마이크로소프트 윈도우 사용자들은 Alt키와 번호 138을 누르면 'è'가 입력된다고 한다.

## 같이 보기
- Ѐ